# Juriš
Juriš je vojni manevar u kojem se neprijatelja napada silovito i odlučno pri punoj brzini pješaštva i/ili konjaništva (u modernom dobu i oklopništva). Oslanja se na ostvarivanje prednosti iznenađenjem neprijatelja i posljedičnom stvaranju straha, panike i rastrojenosti u protivničkim redovima. U srednjovjekovnim bitkama u blisku borbu prsa u prsa ulazilo se upravo jurišem. U modernom dobu juriš se koristi u napadima manjih grupa, ponekad diverzantskih, za razliku od srednjovjekovnih i novovjekovnih jurišnih napada velikih vojnih formacija po brojnosti.
U antička vremena protiv juriša konjice korištena je organizacija postrojbi u bojni poredak falanga. 
Uvođenjem ratovanja bajonetama krajem 17. stoljeća juriš se zadržao kao glavna borbena taktika pješaštva sve do 19. stoljeća. Zbog sve veće uporabe vatrenog oružja i od strane pješaštva juriš kao strategija potom gubi na važnosti. 
U Hrvatskoj povijesti poznat je junački juriš Nikole Šubića Zrinskog iz utvrde Siget 1566. godine. 
U najnovijem dobu nasljednikom velikih jurišnih manevara iz starih vremena mogu se smatrati taktike bliske pojmu Blitzkrieg.